# Automeris grisea
Automeris grisea är en fjärilsart som beskrevs av Eugène Louis Bouvier. Automeris grisea ingår i släktet Automeris och familjen påfågelsspinnare. Inga underarter finns listade i Catalogue of Life.